# Bolo ribereño
Bolo ribereño es una modalidad del juego de los bolos, deporte autóctono, practicado exclusivamente por mujeres en la zona de la Ribera del Duero. extendiéndose su práctica, además de a Burgos, a las otras tres provincias que conforman dicha comarca: Soria, Segovia y Valladolid.

## Características del juego
Lo que distingue al bolo ribereño de otras modalidades no es que gana el juego el equipo que hace más tantos, sino el que hace primero 50 puntos exactos. 
Probablemente esta modalidad llegó a la provincia de Burgos procedente del Bajo Aragón a través de la provincia de Soria, siendo el bolo ribereño una modalidad simplificada de la soriana denominada cholo.
Aunque existen campeonatos regionales de esta modalidad, su medio natural, al igual que otros deportes autóctonos, son las festividades locales, especialmente las fiestas patronales como parte del programa festivo. Es exclusivamente femenino y se juega por parejas. 
La práctica del juego de los bolos, en algunos lugares exclusivamente masculino y vetado a las mujeres, estaba mal visto por el sector eclesiástico, ya que se consideraba que la mujer se apartaba de sus obligaciones domésticas. Quizás por ello está documentado que al pasar a ser practicados por las mujeres llevaban implícito una simbología sexual, ya no solo por el bolo en sí como símbolo fálico, sino por la costumbre en algunos lugares de la provincia de Burgos de que cuando se derribaban los bolos, las mujeres se recogían las faldas y bailaban sobre los derribados «atributos masculinos».

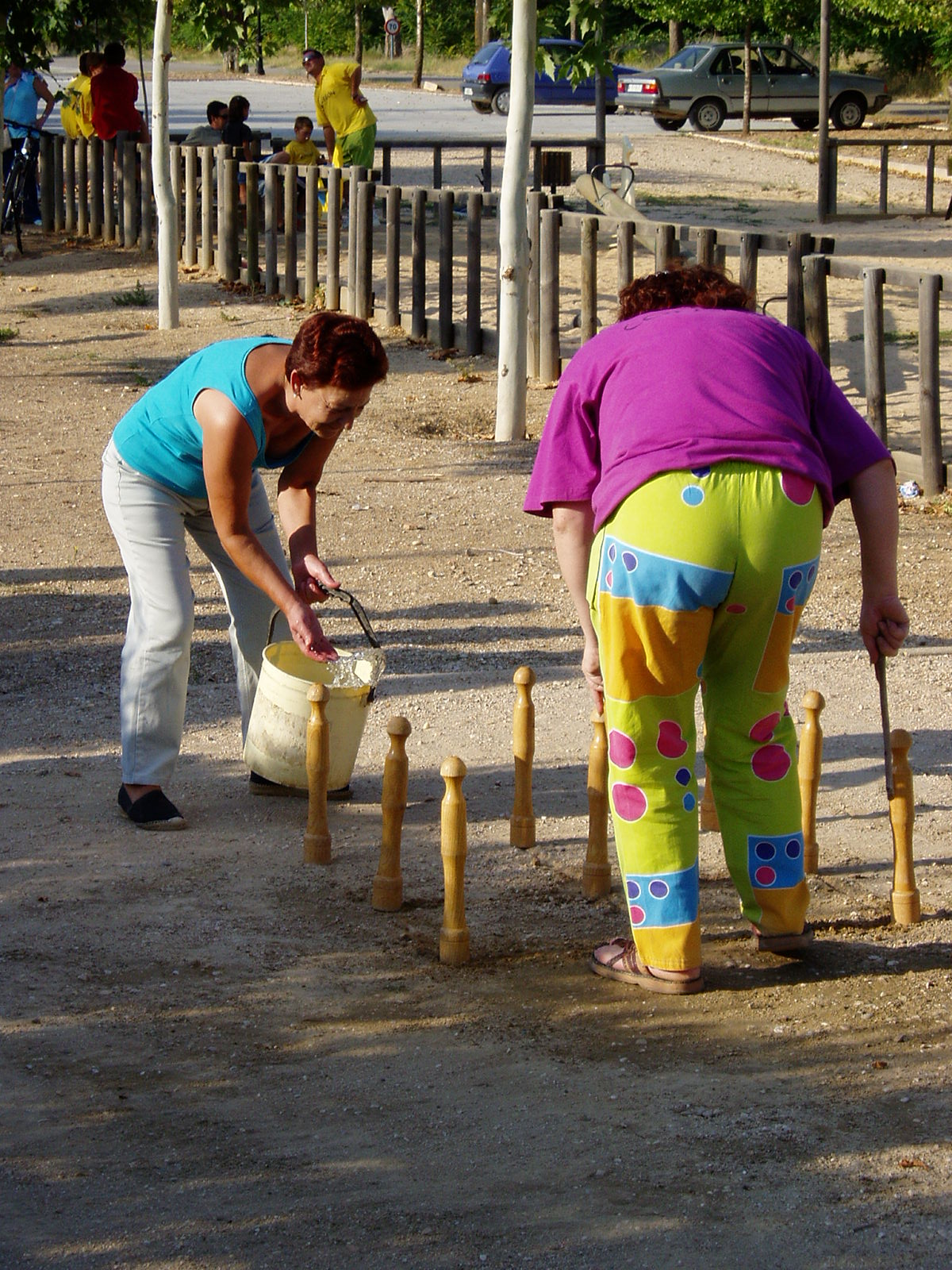
Preparando el castro

Es un juego de colaboración no solo entre los componentes de la pareja de jugadoras sino de todas las participantes. La actividad comienza ya de hecho con la preparación del terreno en el que participan todas las jugadoras. 
El valor de los bolos derribados depende de la posición desde la que se lance la bola, y si la pareja sobrepasa los 50 puntos vuelve el tanteo a 25 hasta conseguir la puntuación exacta. Por todo ello, además de la necesaria habilidad para derribar los bolos, conviene tener en cuenta los que puede derribar la compañera en las dos tiradas y desde las dos posiciones a fin de conseguir el tanteo exacto.
El reglamento del bolo ribereño, al igual que el de otros deportes autóctonos, fue revisado en el 2016 por la Federación Regional de Deportes Autóctonos de Castilla y León. Nótese que aunque es un juego tradicionalmente femenino, el reglamento no excluye a los hombres.

## Reglamento

### Regla 1. terreno de juego
1. El terreno de juego será de tierra, de superficie llana, y sin obstáculos para permitir un correcto desplazamiento de las bolas.
2. Las medidas del campo serán: 28 metros de largo por 7 metros de ancho.
3. La Caja o Castro deberá estar perfectamente delimitada y sus medidas serán de 160 centímetros de lado.
4. Los Pates o zonas de lanzamiento son dos y se señalizarán de la siguiente manera:
  1. Desde el frente a 18 o 20 metros en línea perpendicular a la fila central de bolos.
  2. Desde el lateral a 5 metros en línea diagonal trazada entre los dos bolos del vértice pasando por el bolo central.

### Regla 2. el material
1. Los bolos son 9, construidos en madera de encina seca, y se colocarán en el CASTRO en forma  de cuadrado, con una separación entre cada BOLO mayor de 1 a 2 centímetros que la altura de los bolos.
2. Los bolos serán de 45 centímetros de altura y 5 de diámetro.
3. Las bolas serán dos, también de encina seca, y con diámetro de QUINCE centímetros.
4. El castro con los nueve bolos y la bola. El equipo local pondrá bolas a disposición del resto de los jugadores participantes; no obstante cada jugador podrá utilizar sus propias bolas.

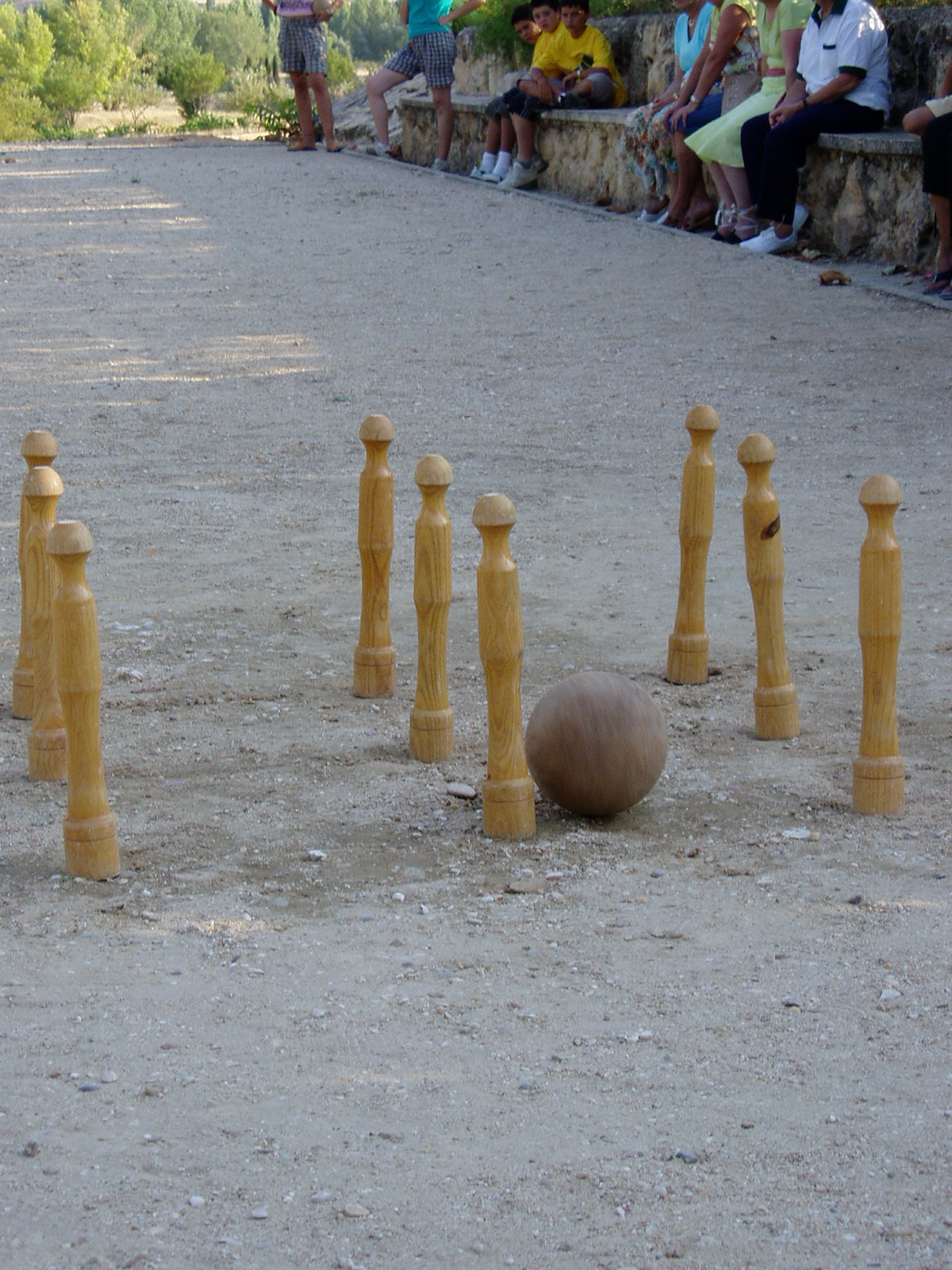

### Regla 3. del juego
1. Las tiradas se efectuarán desde dos puntos diferentes. Uno situado a 20 metros del cuadro formado por los bolos, siendo la línea de tirada paralela a la línea formada por los bolos y cuya línea de tirada es perpendicular a la diagonal del cuadrado formado por los bolos. A estas líneas se las llamará 1 y 2 respectivamente.
2. En cada una de las líneas de tirada se trazarán un semicírculo de 1 metro de radio, llamado PATE, frente al cuadrado formado por los bolos.
3. Los jugadores efectuarán las tiradas dentro de este semicírculo.
4. Se considerarán tiros nulos:
  1. Cuando en un proceso de lanzamiento pisen la línea de tirada.
  2. Cuando un jugador tome carrera para el lanzamiento.
  3. Cuando el lanzamiento sea realizado desde otro punto que no sea PATE.

### Regla 4. de los equipos y los jugadores
1. Los equipos estarán compuestos por dos jugadores.

### Regla 5. de las tiradas
1. Cada componente del equipo efectuará una tirada desde la línea 1 y posteriormente tirará desde la línea 2. Seguidamente efectuarán la tirada los componentes del siguiente equipo y así sucesivamente hasta finalizar la totalidad de equipos participantes.
2. Si al hacer la tirada desde la línea 1 la bola no tira ningún bolo y no sobrepasa la línea que forma la segunda fila de bolos es “CHOLA” y el tirador/tiradora no puede lanzar desde la línea 2, hasta su turno siguiente.
3. Las bolas no podrán tirarse intencionadamente fuera del cuadrado formado por los bolos. Si algún tirador/tiradora lo hiciera, deberá repetir el lanzamiento, siempre a criterio del Juez-Árbitro.
4. Si una pareja, al iniciar su turno de tirada está tan solo a 3, 2 o 1 punto de conseguir el tanteo exacto, debe, al tirar desde la línea 1, pasar la bola entre los bolos, si bien es suficiente que lo consiga uno de los componentes del equipo para que puedan tirar desde la línea 2.
5. Es obligatorio en todos los turnos de tirada lanzar desde la línea 1, pero si algún componente del equipo, o los dos, desean no tirar desde la línea 2 en alguno de sus turnos, pueden hacerlo.
6. En caso de que los jugadores/as tengan que pasar la bola, y al intentarlo la primera vez, en lugar de pasarla tira los bolos, la segunda puede lanzar desde la línea 1, empezando a contar nuevamente hasta 25 y luego lanzarán los dos componentes del equipo desde la línea 2. Si el primer lanzador se pasa en el segundo intento, el compañero/a no podrá lanzar desde la línea 1, aunque sí podrán hacerlo los dos desde la línea 2.
7. La pareja puede variar entre sí el orden de tirada.
8. En el caso de que al lanzar la primera tirador/a desde la línea 1, su compañero/a quede a 3, 2 o 1 punto de conseguir el tanteo EXACTO, esta deberá pasar la bola entre medio de los bolos para posteriormente lanzar desde la línea 2 los dos componentes del equipo.
9. La pareja que haya efectuado la tirada será la encargada de colocar los bolos para el equipo que le sigue en orden de tirada.
10. El resto de los equipos participantes en la partida deberá permanecer fuera del campo.

### Regla 6. de los árbitros
1. El equipo arbitral estará compuesto por un Juez-Árbitro y un Juez-Anotador o por un Juez único que irá recogiendo en el Acta las incidencias de la partida.
2. En Competiciones Provinciales, los Jueces serán designados por las Delegaciones Provinciales de Deportes Autóctonos de Castilla y León.
3. Los Jueces deberán distinguirse de los demás participantes por el distintivo que les acredite como tal.
4. Las decisiones de los Árbitros serán inapelables.
5. En Competiciones Regionales Oficiales, los Jueces serán designado por la Federación de Deportes Autóctonos de Castilla y León y en cualquier otro Campeonato si es solicitado a la Delegación Provincial, ésta designará dichos Jueces. En todos los casos se informará a la Federación, asimismo dichos jueces levantarán Acta de los resultados del Campeonato e informarán del desarrollo de la misma.
6. Si durante la celebración de la partida o una vez acabada esta se descubriera la suplantación de un jugador inscrito previamente por otro que no lo está, ese equipo será sancionado con la descalificación de la partida.
7. El menosprecio a las decisiones arbitrales por parte de algún jugador de un equipo o del equipo completo, mediante insultos o gestos ofensivos, serán sancionados con la resta de un punto. Si persistiesen dichos insultos, la siguiente acción será de dos puntos, que se restarán a la puntuación obtenida por dicho equipo. Si hubiese agresión a algún Juez, la sanción será la descalificación del equipo para todo el campeonato.